# My World (Emigrate)
My World è il primo singolo estratto dall'album Emigrate dell'omonimo gruppo alternative metal.

## Tracce
1. My World – 4:17